# 阿拉塞纳
阿拉塞纳，是西班牙安达卢西亚自治区韦尔瓦省的一个市镇。总面积184平方公里，总人口6831人（2001年），人口密度37人/平方公里。